# شاپرک تاک
شاپرک تاک (نام علمی: Lobesia) نام یک سرده از تیره برگ‌پیچان است.